# Гуси-лебеди

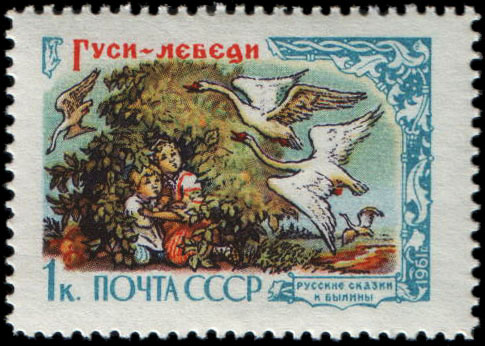
Марка. Яблоня прячет детей от гусей-лебедей. Советская марка, художник Евгений Комаров

Гу́си-ле́беди — русская народная сказка. В собрании А.Н. Афанасьева значится под номером 113 и сообщается, что сказка записана в Курской губернии.

## Сюжет
Муж и жена уехали в город на работу (вариант: на ярмарку) и оставили дочь и сына дома. Старшая сестра, которой поручили следить за братом («не ходи со двора, будь умницей — мы купим тебе платочек»), загулялась-заигралась и оставила его одного. Прилетели гуси-лебеди и унесли малыша.
Девочка пустилась на поиски брата. Она последовательно встречается с печкой, яблоней и молочной рекой, которые предлагают ей что-то съесть (ржаной пирожок, лесное яблоко и кисель). В конце концов девочка нашла братца в избушке на курьих ножках, взяла его с собой и с помощью тех же печки, речки и яблоньки благополучно возвращается домой.

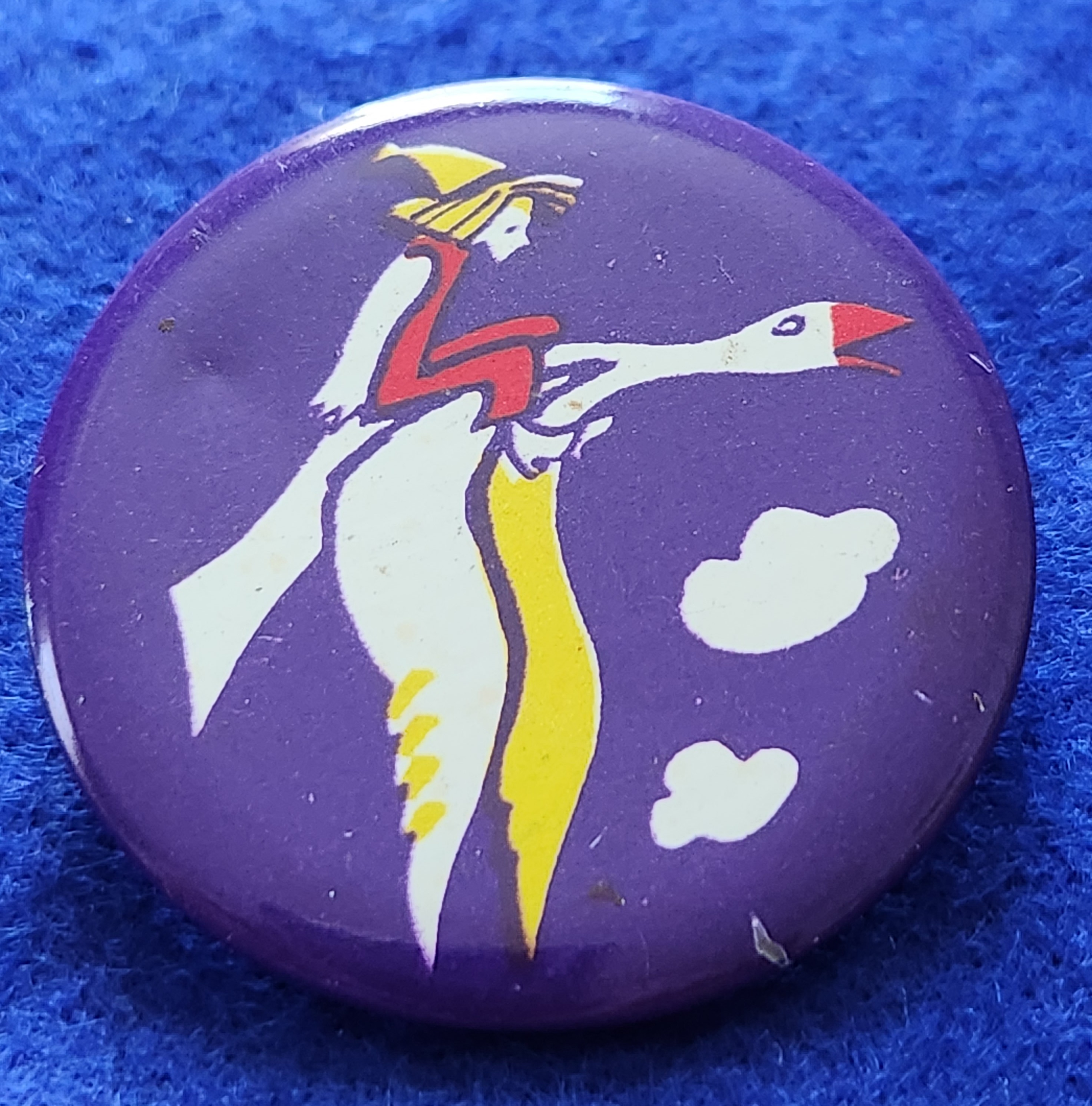
Значок детский с пресонажем сказки

## Персонажи
- Братец — в некоторых версиях носит имя Иванушка, но обычно не называется по имени.
- Сестрица — храбрая девочка, не боится Бабы Яги и её гусей; в некоторых версиях именуется Алёнушкой или Машей, но чаще — тоже безымянная.
- Печка, речка и яблонька — чудесные помощники, но только на обратном пути (девочка выполняет их требования), помогают спрятаться от гусей-лебедей.
- Мышка — есть только в обработке А. Н. Толстого (помогает девочке убежать от Яги).
- Баба-яга — хозяйка гусей-лебедей, отправившая их за Иванушкой с целью съесть его.
- Гуси-Лебеди — помощники бабы Яги.

## Сюжетные отличия в разных версиях
- В пересказе Александра Афанасьева сестрица не нашла бы брата, если бы ей не помог мудрый ёжик. В интерпретации Алексея Толстого она находит его сама.
- У Александра Афанасьева главная героиня просто прокрадывается к избушке и уносит братца, тогда как в обработке Алексея Толстого она заходит в избушку, беседует с Бабой Ягой и т.д. Героиня, воспользовавшись моментом, когда та не видит, убегает с мальчиком.

В народном варианте Яга просто похищает братца без особой цели (нигде не говорится, зачем; и после этого держит в плену). В варианте А. Толстого она — злая ведьма, пожирательница детей. Ср. похожие сказки — «Гензель и Гретель», «Князь Данила-Говорила», «Ивасик-Телесик» и т. п.